# Чемпионат Европы по софтболу среди мужчин 1995
2-й чемпионат Европы по софтболу среди мужчин 1995 проводился в городе Хёрсхольм (Дания) с 10 по 16 июля 1995 года с участием 9 команд.
В Дании мужской чемпионат Европы проводился впервые.
Чемпионом Европы стала (во 2-й раз в своей истории) сборная Нидерландов, победив в финале сборную Дании. Третье место заняла сборная Чехии.
Впервые в чемпионате Европы участвовали сборные Германии, Израиля, Норвегии, России и Франции.

## Итоговая классификация
| Место | Команда    |
| ----- | ---------- |
| 1     | Нидерланды |
| 2     | Дания      |
| 3     | Чехия      |
| 4     | Словакия   |
| 5     | Израиль    |
| 6     | Франция    |
| 7     | Норвегия   |
| 8     | Россия     |
| 9     | Германия   |